# Буэно, Ману
Мануэ́ль Буэ́но Себастья́н (исп. Manuel Bueno Sebastián; род. 27 июля 2004, Херес-де-ла-Фронтера, Андалусия) — испанский футболист, полузащитник клуба «Севилья».

## Клубная карьера
Буэно — воспитанник клуба «Севилья». В 2021 году Ману дебютировал за дублирующий состав. 27 мая 2023 года в матче против мадридского «Реала» он дебютировал в Ла Лиге. 14 декабря 2024 года в поединке против «Сельты» Ману забил свой первый гол за «Севилью».